# ژوآو لوورنسو
ژائو مانوئل گونکالس لورنسو, GColIH (متولد ۵ مارس ۱۹۵۴) یک سیاستمدار آنگولا است که از ۲۶ سپتامبر ۲۰۱۷ به عنوان رئیس جمهور آنگولا خدمت کرده است. او پیش از این از سال ۲۰۱۴ تا ۲۰۱۷ وزیر دفاع بود. در سپتامبر ۲۰۱۸ رئیس جنبش مردمی برای آزادی آنگولا (MPLA)، حزب حاکم شد. او از سال ۱۹۹۸ تا ۲۰۰۳ دبیر کل حزب بود.
ژائو لورنسو در دسامبر ۲۰۱۶ برای تصاحب جایگاه شماره یک حزب در انتخابات قانون گذاری اوت ۲۰۱۷ تعیین شد. بر اساس قانون اساسی ۲۰۱۰، "فردی که در رأس فهرست ملی حزب سیاسی یا ائتلاف احزاب سیاسی است که بیشترین آرا را در انتخابات عمومی به دست آورد ... به عنوان رئیس جمهور و رئیس قوه مجریه انتخاب می شود" (ماده ۱۰۹). ). از آنجایی که MPLA اکثریت ۱۵۰ کرسی را به دست آورد، لورنسو به طور خودکار رئیس جمهور آنگولا شد و جانشین خوزه ادواردو دوس سانتوس شد که ۳۸ سال در قدرت بود. لورنسو رسماً در ۲۶ سپتامبر ۲۰۱۷ سوگند یاد کرد.

#### اوایل زندگی
لورنسو در سال ۱۹۵۴ به دنیا آمد و در خانواده‌ای متشکل از ۱۰ فرزند درگیر سیاسی شد. پدرش، سکویرا جان Lourenço (1923–1999)،[7] اهل مالانژ، پرستار و ملی‌گرا بود که به دلیل فعالیت‌های سیاسی غیرقانونی سه سال در آنگولای پرتغالی زندانی شد.[8] مادر او، جوزفا گونسالوس سیپریانو لورنسو (1928–1998)، [9] یک خیاط، بومی نامیب بود.[10] او تحصیلات ابتدایی و متوسطه را به زبان پرتغالی در استان بیه و لواندا دریافت کرد.[11]